# ميمي كين
ميمي كين (بالإنجليزية: Mimi Keene) هي ممثلة بريطانية، ولدت في 5 أغسطس 1998 في المملكة المتحدة. أشتهرت بدور شخصية روبي ماثيوز في المسلسل الدرامي الكوميدي على نيتفليكس التربية الجنسية (2019-2023)، وكذلك شخصية سيندي ويليامز في مسلسل بي بي سي إيست إندرز (2013-2015).

## النشأة
ولدت كين في 5 أغسطس 1998 واسم ولادتها "ميمي سعيد" في لندن وهي من أصل إنجليزي وجنوب آسيوي. عاشت في جنوب وودفورد وأرتادت مدرسة «تشيرشفيلدز جونيور». انتقلت بعد ذلك إلى هيرتفوردشاير وارتادت مدرسة «المخلص الإلهي الرومانية الكاثوليكية» في أبوتس لانجلي. انتقلت لاحقًا إلى بارنسبري لتتدرب بدوام كامل في أكاديمية إيطاليا كونتي للفنون المسرحية من عام 2009 إلى عام 2014.

## الحياة المهنية
بدأت كين حياتها المهنية كممثلة طفلة على المسرح، حيث ظهرت لأول مرة على المستوى الاحترافي عندما لعبت دور جاني في مسرحية «Kin» في مسرح البلاط الملكي في الفترة من 19 نوفمبر إلى 23 ديسمبر 2010. في عام 2013، ظهرت في مسلسل «Sadie J» على شبكة CBBC بدور براندي ماي لو، وفي مسلسل «Our Girl» بدور جايد داوس. بين عامي 2013 و2015، كانت ممثلة منتظمة في مسلسل إيست اندرز، حيث لعبت دور سيندي ويليامز. ولدورها هذا، حصلت على ترشيحات لجوائز «Soap» وجائزة «Inside Soap» البريطانية. وكذلك قامت بالاداء الصوتي لشخصية يوريال، ستينو، وميدوسا في لعبة الفيديو كاسلفينيا: لوردز أوف شادو - ميرور أوف فيت عام 2013 وفي الجزء الثاني كاسلفينيا: لوردز أوف شادو 2 عام 2014. وفي عام 2016، ظهرت في إحدى حلقات برنامج خسائر بدور لانا ويستمور. ولعبت أيضا دور ميغان في فيلم قصير بعنوان الهروب عام 2017. وفي عام 2019، قامت بتمثيل دور النسخة الشابة من إيديث تولكين في فيلم تولكين، وفي العام نفسه بدأت بتمثيل دور روبي ماثيوز في مسلسل التربية الجنسية على نتفلكس، وظهرت كذلك في الفيلم قريب. وفي عام 2023 ظهرت كين في فيلم بعنوان بعد كل شيء.

## الاعمال

### الافلام
| السنة | العنوان       | الدور                        | ملاحظات   |
| ----- | ------------- | ---------------------------- | --------- |
| 2017  | الهروب        | ميغان                        | فيلم قصير |
| 2019  | كلوز          | كلير                         |           |
| 2019  | تولكين (فيلم) | إيديث تولكين (النسخة الشابة) |           |
| 2023  | بعد كل شي     | ناتالي                       |           |

### المسلسلات
| السنة     | العنوان          | الدور           | ملاحظات             |
| --------- | ---------------- | --------------- | ------------------- |
| 2013      | School for stars | نفسها (بلا دور) | الحلقة 2            |
| 2013      | Sadie J          | براندي ماي لو   | الحلقة: "Dederama"  |
| 2013      | Our Girl         | جايد داوس       | الحلقة الأولى       |
| 2013–2015 | ايست اندرز       | سيندي ويليامز   | دور رئيسي           |
| 2016      | الخسائر          | لانا ويستمور    | الحلقة: "High Tide" |
| 2019–2023 | التربية الجنسية  | روبي ماثيوز     | دور رئيسي           |

### العاب فيديو
| السنة | العنوان                                   | الدور                   | ملاحظات   |
| ----- | ----------------------------------------- | ----------------------- | --------- |
| 2013  | كاسلفينيا: لوردز أوف شادو - ميرور أوف فيت | يوريال / ستينو / ميدوسا | أداء صوتي |
| 2014  | كاسلفينيا: لوردز أوف شادو 2               | يوريال / ستينو / ميدوسا | اداء صوتي |

## الجوائز والترشيحات
| السنة | الجائزة                     | الفئة           | النتيجة              | مصادر  |
| ----- | --------------------------- | --------------- | -------------------- | ------ |
| 2014  | جوائز السوب البريطانية      | افضل اداء شاب   | رشحت لها             | [ 16 ] |
| 2014  | جوائز انسايد سوب البريطانية | افضل ممثلة شابة | ضمن القائمة المختصرة | [ 17 ] |
| 2015  | جوائز انسايد سوب البريطانية | افضل ممثلة شابة | رشحت لها             | [ 18 ] |

## وصلات خارجية
- ميمي كين على موقع IMDb (الإنجليزية)
- ميمي كين على موقع ميتاكريتيك (الإنجليزية)
- ميمي كين على موقع روتن توميتوز (الإنجليزية)
- ميمي كين على موقع ألو سيني (الفرنسية)
- ميمي كين على موقع قاعدة بيانات الفيلم (الإنجليزية)
- ميمي كين على موقع كينوبويسك (الروسية)